# NGC 2803
NGC 2803 (другие обозначения — UGC 4898, MCG 3-24-27, ZWG 91.44, KCPG 194B, PGC 26181) — спиральная галактика в созвездии Рака. Открыта Уильямом Гершелем в 1784 году.
Галактика взаимодействует с NGC 2802, что проявляется в различных свойствах последней. Сама NGC 2803 практически не вращается, а её дисперсия скоростей убывает с удалением от центра.
Этот объект входит в число перечисленных в оригинальной редакции «Нового общего каталога».